# Conde (Dakota del Sud)
Conde è un comune (city) degli Stati Uniti d'America della contea di Spink nello Stato del Dakota del Sud. La popolazione era di 140 abitanti al censimento del 2010.

## Geografia fisica
Conde è situata a 45°09′24″N 98°05′55″W (45.156702, -98.098519).
Secondo lo United States Census Bureau, la città ha una superficie totale di 1,46 km², dei quali 1,46 km² di territorio e 0 km² di acque interne (0% del totale).
A Conde è stato assegnato lo ZIP code 57434 e lo FIPS place code 13700.

## Storia
Conde fu pianificata nel 1886. Prende il nome dal Principe di Condé di Francia. Un ufficio postale chiamato Conde è in funzione dal 1892.

## Società

### Evoluzione demografica
Secondo il censimento del 2010, la popolazione era di 140 abitanti.

### Etnie e minoranze straniere
Secondo il censimento del 2010, la composizione etnica della città era formata dal 100% di bianchi, lo 0% di afroamericani, lo 0% di nativi americani, lo 0% di asiatici, lo 0% di oceanici, lo 0% di altre etnie, e lo 0% di due o più etnie. Ispanici o latinos di qualunque etnia erano lo 0% della popolazione.